# Østby (Norddjurs Kommune)
 For alternative betydninger, se Østby. (Se også artikler, som begynder med Østby)
Østby er en meget lille landsby på Djursland, beliggende i i Vivild Sogn. Landsbyen ligger i Region Midtjylland og tilhører Norddjurs Kommune. Østby er opkaldt efter gården Østbygaard. Gården blev flyttet fra Lystrup og ca. 500 meter mod øst, efter at Lystrup brændte i midten af 1800-tallet.
Tre mindre gårde er gennem årene blevet stykket ud fra Østbygaard. 
I dag er det kun Østbygaard der fungerer som landbrug. De øvrige fire landbrug er nedlagt og bliver benyttet til beboelse. Pt. (februar 2006) var der 10 indbyggere i Østby. 
|  | Denne artikel om lokaliteten Østby (Norddjurs Kommune) kan blive bedre, hvis der indsættes et (bedre) billede. Du kan hjælpe ved at afsøge Wikimedia Commons for et passende billede eller lægge et op på Wikimedia Commons med en af de tilladte licenser og indsætte det i artiklen. |

56°29′42″N 10°28′52″Ø / 56.495°N 10.4811°Ø